# Puigverd de Lleida
Puigverd de Lleida est une commune de la province de Lérida, en Catalogne, en Espagne, de la comarque de Segrià.

## Personnalités
- Juan Ramón Puig Solsona (né en 1952), footballeur espagnol